# Adam Philipp Losy von Losinthal

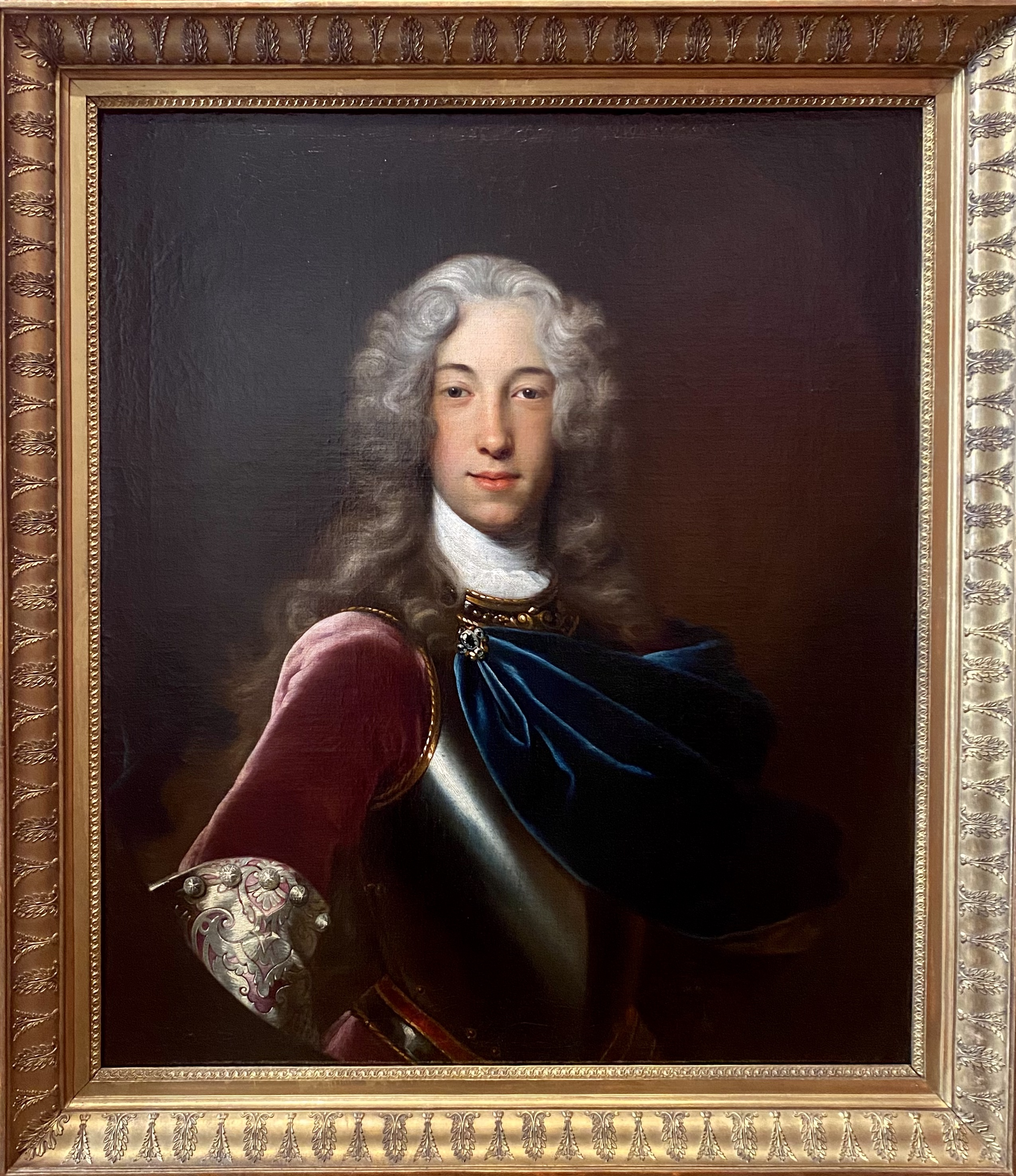
Johann Kupetzky: Porträt des 17-jährigen Adam Philipp Losy von Losinthal, 1723 (Gemäldegalerie der Akademie der bildenden Künste Wien)

Adam Philipp Losy von Losinthal, auch Losymthal bzw. Losynthal (* 1705; † 21. April 1781 in Wien) war ein österreichischer Staatsmann, Musiker und Generalbaudirektor.

## Leben
Der Sohn des Lautenisten Johann Anton Losy von Losinthal erhielt bei seinem Vater die musische Ausbildung und war ein talentierter Kontrabassist. Im Jahre 1718 erwarb er das böhmische Gut Schossenreith von Anna Barbara von Brisigell. 1720 übertrug ihm sein Vater die Herrschaft Steken in Böhmen. Im darauffolgenden Jahre erbte Losy nach dem Tode des Vaters auch die Herrschaft Tachau. Beide verwaltete bis zum Erreichen seiner Volljährigkeit seine Mutter Franziska Claudia. 1728 kaufte er die vereinigten Güter Purschau und Uschau von Franz Ignaz von Wunschwitz. 1746 berief ihn Maria Theresia zum Cavaliere della Musica, das Amt bekleidete Losy bis 1761.
In den Jahren 1749 und 1750 war Losy Präsident des Erzherzogtums Österreich unter der Enns. Am 1. Februar 1750 wurde er zum Generalhofbaudirektor berufen und ihm zugleich die Aufsicht über die Maler- und Bildhauer-Akademie übertragen. Dieses Amt hatte er bis 1772 inne. Nach dem Tode Jacob van Schuppens übernahm Losy in der Zeit von 1751 bis 1759 zugleich als Protektor auch die Leitung der k.k. Akademie der Maler-, Bildhauer- und Baukunst zu Wien. Er belebte die mangels Unterstützung zuvor eingestellte Kunstakademie wieder und gab ihr bereits am 28. September 1751 eine Rektoratsverfassung. Diese Funktion übergab Losy 1759 an den neuen Direktor der Akademie, Martin van Meytens. 1763 erfolgte seine Aufnahme in den Orden vom Goldenen Vlies. Losy vergrößerte seine Herrschaft Tachau 1766 noch um die Güter Langendörflas mit Schönbrunn.
Mit Adam Philipp Losy, der ohne Nachkommen verstarb, erlosch das Geschlecht der Losy von Losinthal im Mannesstamme. Seine Witwe Ernestine Gräfin Fuchs von Bimbach verkaufte die Güter an Joseph-Niklas zu Windisch-Graetz.